# Zackary Wright
'Zackary "Zack" Lamar Wright' (Austin, 5 de fevereiro de 1985) é um basquetebolista profissional estadunidense que atualmente defende o AS Mônaco na Liga Francesa e Liga dos Campeões.